# La marca del hombre lobo
La marca del hombre lobo (als Estats Units Frankenstein's Bloody Terror i internacionalment The Mark of the Wolfman) és una pel·lícula espanyola de terror estrenada el 1968. Dirigida per Enrique López Eguiluz i protagonitzada per Paul Naschy destaca per ser la primera de les pel·lícules en les quals l'actor va encarnar al licantrop Waldemar Daninsky.
Estrenada originalment en 3-D va posar de moda el gènere fantaterrorífico a Espanya, acreditant la venda de gairebé 900.000 entrades en taquilla, malgrat no ser la primera pel·lícula adscrita al gènere.

## Argument
Waldemar Daninsky (Paul Naschy) és un jove polonès enamorat de l'atractiva comtessa Janice von Aarenberg (Dyanik Zurakowska), encara que aquesta ja es troba promesa amb Rudolph Weissmann (Manuel Manzaneque), un amic de la família la relació de la qual amb Daninsky és tibant.
Uns gitanos, que saquejaven la tomba d'un home llop, li retiren una creu de plata i el retornen a la vida. Durant una cacera que s'organitza per a exterminar als llops que estan assolant els voltants d'un castell abandonat Weissmann és atacat per la bèstia i Daninsky, per salvar-lo, rep una mossegada que li transmet el seu mal.
Quan Daninsky descobreix que ha adquirit la maledicció de l'home llop, Weissmann i la jove comtessa (qui també s'enamora de Daninsky), intentaran ajudar-lo. Per a això localitzen a un estrany metge que sembla saber curar la licantropia. No obstant això tant el doctor com la seva esposa resulten ser dues vampires que intentaran aprofitar-se del licantrop.

## Repartiment
- Paul Naschy - Waldemar Daninsky
- Dyanik Zurakowska - Comtessa Janice von Aarenberg
- Manuel Manzaneque - Rudolph Weissmann
- Aurora de Alba - Wandessa Mikhelov
- Julián Ugarte - Dr. Janos Mikhelov
- José Nieto - Comte Sigmund von Aarenberg
- Carlos Casaravilla - Juez Aarno Weismann
- Ángel Menéndez - Otto el guardabosc
- Antonio Orengo - Otto the Butler
- Milagros Ceballos - Martha
- Beatriz Savón - Frau Hildegard propietària de la tenda d'antiguitats
- Rosanna Yanni - Nascha
- Gualberto Galbán - Gyogyo

## Producció

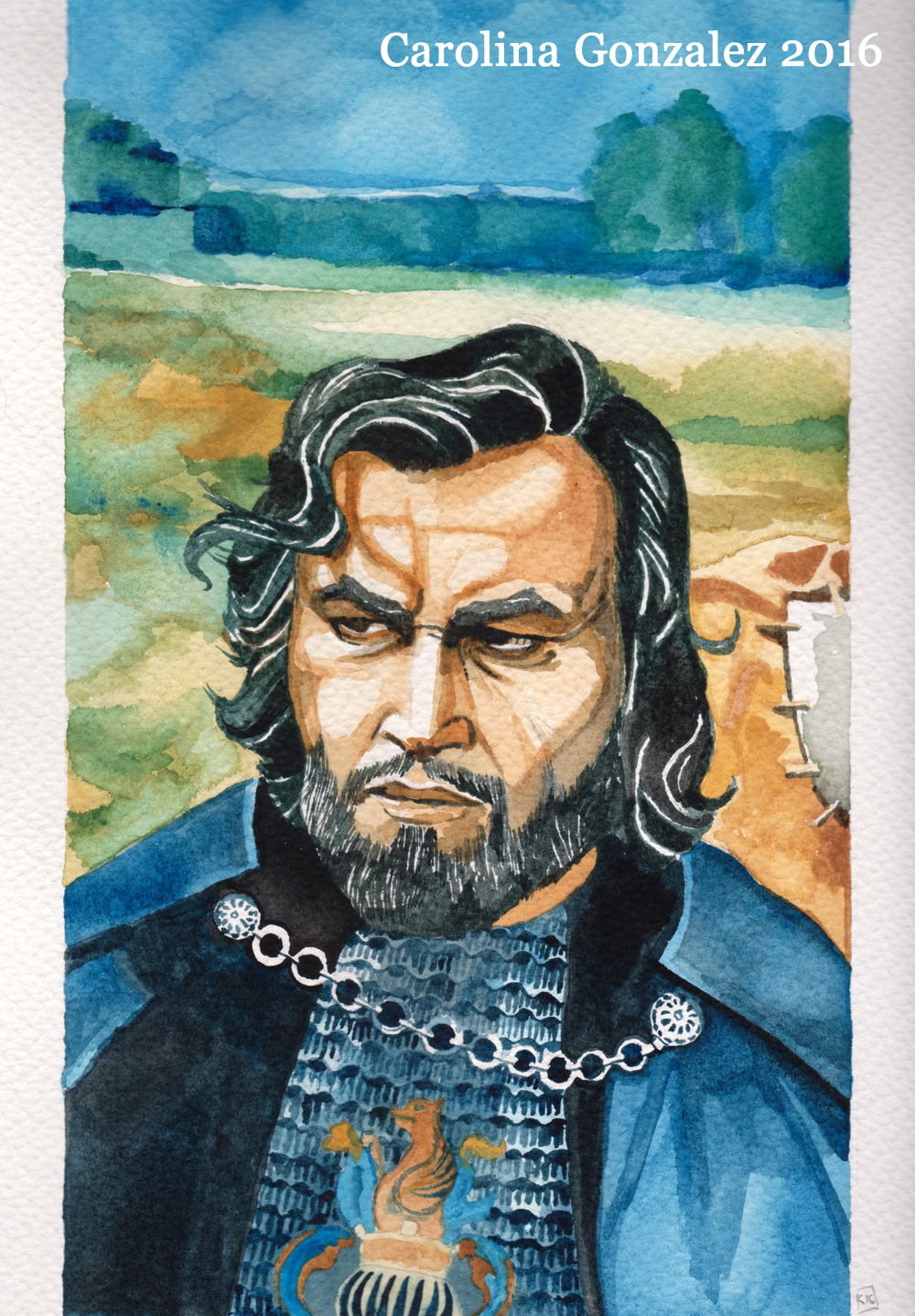
Retrat de Paul Naschy caracteritzat com Alaric de Maranc

Comptant amb un pressupost reduït La marca del hombre lobo destaca per les seves referències al terror gòtic de les pel·lícules realitzades pels Estudis Universal en els anys 1930 i 1940 i per la Factoria Hammer en els anys 1950 i 1960. Malgrat això el seu rodatge presenta algunes peculiaritats com la utilització del rodatge tridimensional o el so estereofònic una cosa poc freqüent en les produccions contemporànies.
| «                                 | "El meu pare va arribar al cinema com a espectador quan l'època de decadència de la Universal, amb els monster mass, pel·lícules que barrejaven diferents mosntruos. A ell això li fascinava. Va ser una valentia en el seu moment fer-ho amb La marca del hombre lobo, però com ell no creia que anés a fer cap pel·lícula més, es va atrevir." | » |
| — Sergio Molina (Diario La Razón) | |   |

El guió va ser escrit al llarg d'una setmana per Paul Naschy en el qual va resultar ser un projecte personal semblança a una aposta amb Enrique López Eguiluz director per al qual treballava com a meritori en la pel·lícula Agonizando en el crimen. Molina li havia confessat la seva passió pel gènere però López Eguiluz recelava de la possibilitat de fer cinema fantàstic i de terror a Espanya a causa de l'escassetat d'antecedents previs. Una vegada llegit el guió López Eguiluz va decidir posar en marxa el projecte i van aconseguir el suport d'una productora alemanya per a realitzar la pel·lícula en doble versió (una per a Espanya i una altra per a l'estranger) a causa del bon acolliment que el gènere tenia en el mercat exterior.
| «                                | "EEn una època molt difícil va fer un tipus de cinema absolutament delirant per al que hi havia a Espanya, va tenir la força i convicció de tirar-ho endavant i molts li van seguir. La marca del hombre lobo és el plantejament incial d'un moviment que va tenir molta importància en els 70, potser fins al 77. El meu pare creia molt de debò en el qual feia i va lluitar sempre pel cinema fantàstic." | » |
| — Sergio Molina (Diari La Razón) | |   |

El personatge protagonista, Waldemar Daninsky, inicialment estava pensat per a l'actor Lon Chaney qui ja va encarnar-lo en els anys 1940. Per raons d'edat no va poder incorporar-se al projecte i finalment va ser el mateix Naschy el que va donar vida al personatge protagonista malgrat la seva escassa experiència. Seria la primera de les 14 ocasions en què Naschy encarnaria a l'home llop.
| «                                 | "Els alemanys volien per motius comercials que el meu pare es canviés el nom (Jacinto Molina), per la qual cosa mitja hora abans que enviessin a la impremta tot el material promocional, va agafar un periòdic, va veure una notícia del papa Pau VI i es va posar el nom de Paul. El cognom el va treure d'un altre amic levantador de pesos, aquest hongarès, Nagy. El va germanitzar i el va convertir en Naschy." | » |
| — Sergio Molina (Diario La Razón) | |   |